# Список персонажей «Илиады»

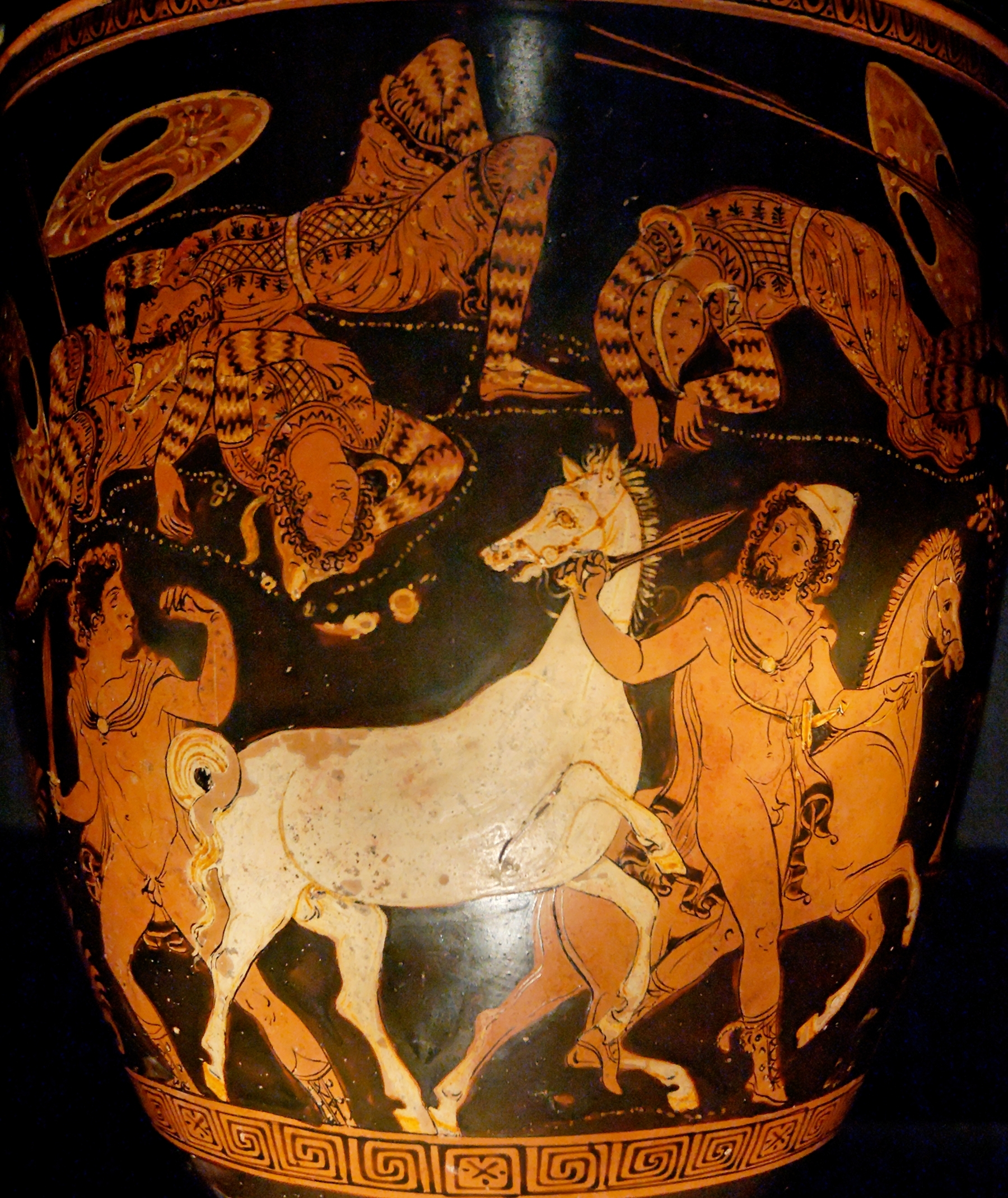
Одиссей и Диомед крадут коней убитого ими троянского царя Реса. Краснофигурная роспись на ситуле, 360 год до н. э.

Сюжет поэмы «Илиада», авторство которой приписывают Гомеру, связан с древнегреческими мифами о Троянской войне. Основное действие происходит под Троей, которую десятый год осаждают ахейцы. В поэме действуют представители обеих враждующих сторон, в ней появляются олимпийские боги, активно участвующие в конфликте. В тексте упоминается целый ряд персонажей, относящихся к разным мифологическим циклам.

## Список персонажей

### Ахейцы
- Агамемнон, сын Атрея, царь Микен и предводитель ахейцев.
- Менелай, царь Спарты, брат Агамемнона. Именно у него троянский царевич Парис похитил Елену.
- Нестор, царь Пилоса. Глубокий старец, который считается одним из наиболее мудрых ахейских вождей.
- Ахилл, сын Пелея, царь мирмидонян. Его гнев из-за отнятой Агамемноном Брисеиды стал исходным пунктом сюжета поэмы.
- Патрокл, ближайший друг Ахилла.
- Аякс Теламонид или Аякс Великий, царь Саламина, один из наиболее храбрых и сильных ахейцев.
- Тевкр Теламонид, единокровный брат Аякса. В «Илиаде» он убил в общей слоожности 15 троянцев.
- Аякс Оилид или Аякс Малый, царь Локриды.
- Диомед, сын Тидея, царь Аргоса.
- Одиссей, сын Лаэрта, царь Итаки, имеющий репутацию самого хитроумного среди ахейцев[1][2].
- Идоменей, сын Девкалиона, царь Крита[3][4][5].
- Махаон, сын Асклепия, целитель, предводительствует вместе с братом Подалирием жителями Западной Фессалии.
- Калхас, сын Фестора, прорицатель[6][7].
- Терсит, уродливый, трусливый и наглый воин. О его происхождении в «Илиаде» ничего не собщается, так что многие комментаторы считают Терсита простолюдином. По другой версии, он принадлежит к этолийскому царскому дому. Имя Терсита переводится «наглый, дезкий»[8].
- Стентор, глашатай. Его облик принимает богиня Гера.
- Автомедонт, возничий Ахилла[9][10][11].
- Вожди беотийцев:
  - Аркесилай;
  - Леит;
  - Пенелей;
  - Профоенор;
  - Клоний.
- Вожди минийцев:
  - Аскалаф;
  - Иалмен.
- Вожди фокейцев:
  - Схедий;
  - Эпистроф.
- Элефенор, вождь абантов, приведший под Трою 40 кораблей.

### Троянцы
- Приам, царь Трои. Будучи старцем, он не участвует в боях. В поэме действуют его многочисленные сыновья:
  - Гектор, самый храбрый троянский воин, предводитель войска.
  - Парис, муж Елены, из-за которой началась война. Славный лучник.
  - Гелен, прорицатель, часто дающий советы Гектору.
  - Деифоб.
  - Полидор (сын Приама от Лаофои).
  - Кебрион, возничий Гектора, убитый в схватке Патроклом.
- Антенор, друг и советник Приама.

### Женщины
- Хрисеида, дочь жреца бога Аполлона Хриса, захваченная в плен ахейцами и ставшая наложницей Агамемнона.
- Брисеида (это патроним, собственное имя — Гипподамия), дочь Бриса. Попала в плен к ахейцам, стала возлюбленной Ахилла, но позже её отобрал Агамемнон. Это стало причиной «гнева Ахилла», главной темы «Илиады».
- Андромаха, жена Гектора.
- Елена Прекрасная, бывшая жена Менелая, похищенная Парисом. Именно из-за неё началась Троянская война.

### Боги
Олимпийцы
- Зевс, верховный бог-олимпиец. Он помогает троянцам, чтобы отомстить за обиду Ахилла.
- Гера, жена Зевса. Когда-то Парис отказался признать её самой красивой, и теперь Гера активно помогает ахейцам (в том числе вопреки воле мужа).
- Афина, дочь Зевса, богиня мудрости и справедливой войны. Парис пренебрёг и ею, так что Афина поддерживает ахейцев и участвует в боях.
- Афродита, дочь Зевса, богиня любви и красоты. Именно её Парис признал прекраснейшей из богинь. Афродита в благодарность помогла Парису похитить Елену, в «Илиаде» она помогает ему и остальным троянцам.
- Арес, бог войны, сын Зевса и Геры, любовник Афродиты. Участвует в боях на стороне троянцев, противостоит Афине.
- Посейдон, бог моря. Участвует в войне на стороне ахейцев, не останавливаясь даже перед нарушениями приказов Зевса.
- Гефест, бог огня и кузнечного дела. Помогает ахейцам.
- Гермес, вестник олимпийцев. Во время битвы богов сражается на стороне ахейцев.
- Аполлон, бог искусств, медицины и болезней, сын Зевса и Лето. Помогает троянцам.
- Артемида, богиня охоты, сестра-близнец Аполлона. Помогает троянцам.

Другие
- Эрида, богиня раздора. Появляется на поле боя только один раз, во время «битвы богов», разжигая противоборствующие стороны всё больше и больше.
- Ирида, вестница олимпийцев. В основном выполняет приказы и поручения Зевса, не участвуя в войне.
- Фетида, дочь морского вещего старца Нерея, мать Ахилла. Помогает своему сыну, но непосредственно в боях не участвует.
- Лето, мать Аполлона и Артемиды. Во время «битвы богов» сражается на стороне троянцев.
- Скамандр, бог одноимённой реки, протекающей недалеко от Трои. Участвует в «битве богов» на стороне троянцев.
- Фобос и Деймос, олицетворения страха и ужаса соответственно. Братья-близнецы, сыновья Ареса и Афродиты. В битвах сопровождают отца.
- Гипнос, бог сна. Соглашается помочь Гере на время одурманить Зевса, чтобы помочь ахейцам в тяжёлый момент.
- Онир, Сон, божество, которое по поручению Зевса внушает Агамемнону ложный вещий сон.